# AutomaticLUV
Singles
1. Automatic
Sortie : 2010

Albums par Danny Fernandes
Intro
(2008)
AutomaticLuv est le second album du chanteur canadien Danny Fernandes, il contient 14 titres, 5 duo dont un avec son frère Shawn Desman et un remix de Benny Benassi. Il est sorti le 2 novembre 2010,. Il a atteint la 41e position au Canada.

## Pistes
| 1.    | Automatic (feat. Belly)               | 3:41 |
| 2.    | Hey Stranger                          | 3:12 |
| 3.    | Take Me Away                          | 3:25 |
| 4.    | Watch Me Watch U                      | 2:56 |
| 5.    | Hit Me Up (feat. Belly) & Josh Ramsay | 3:14 |
| 6.    | Where U From                          | 3:16 |
| 7.    | So Easy To Love You                   | 3:10 |
| 8.    | All Over Your Body (feat. Belly)      | 2:44 |
| 9.    | More Than Friends                     | 3:42 |
| 10.   | Here We Go                            | 3:10 |
| 11.   | Feel It (feat. Shawn Desman)          | 3:22 |
| 12.   | Dream Catcher (feat. Mia Martina)     | 3:12 |
| 13.   | Let's Make A Movie                    | 2:58 |
| 14.   | Take Me Away Benny Benassi Remix      | 5:50 |
| 47:14 |                                       |      |

## Classement
| Pays (2010) | Position |
| ----------- | -------- |
| Canada      | 41       |